# Avanne-Aveney
Avanne-Aveney est une commune française située dans le département du Doubs, la région culturelle et historique de Franche-Comté et la région administrative Bourgogne-Franche-Comté.
Elle fait partie du canton de Besançon-1 et de Grand Besançon Métropole.

## Géographie
Avanne-Aveney est une localité sise au sud de Besançon. Les villages d'Avanne et d'Aveney sont situés de part et d'autre du Doubs. Avanne se trouve sur la rive droite, donc côté nord, et Aveney lui fait face, enserré entre la rivière et la N 83.

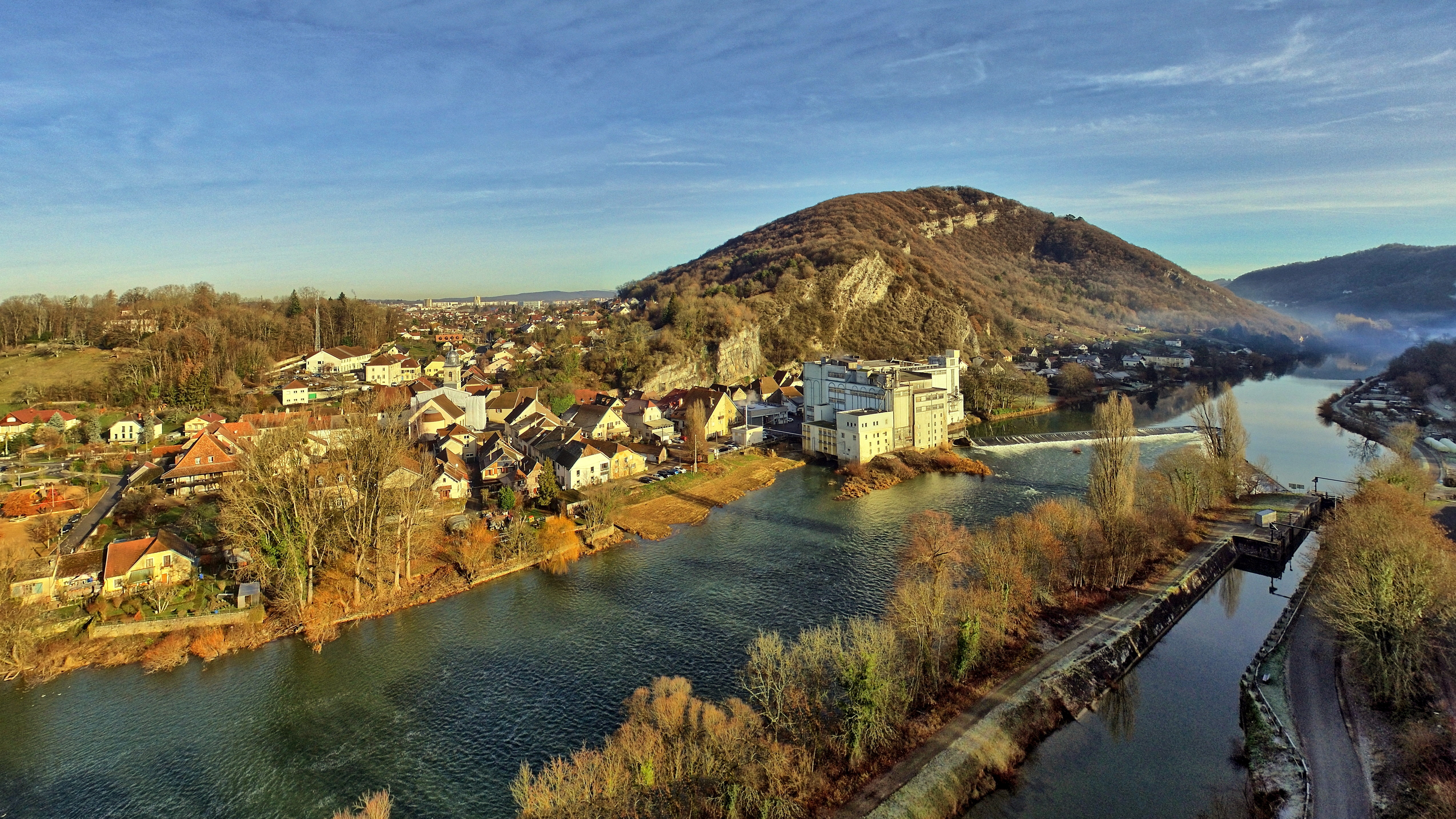
Le village d'Avanne au bord du Doubs.

### Climat
Pour des articles plus généraux, voir Climat de la Bourgogne-Franche-Comté et Climat du Doubs.
En 2010, le climat de la commune est de type climat de montagne, selon une étude du Centre national de la recherche scientifique s'appuyant sur une série de données couvrant la période 1971-2000. En 2020, Météo-France publie une typologie des climats de la France métropolitaine dans laquelle la commune est exposée à un climat semi-continental et est dans la région climatique Jura, caractérisée par une forte pluviométrie en toutes saisons (1 000 à 1 500 mm/an), des hivers rigoureux et un ensoleillement médiocre.
Pour la période 1971-2000, la température annuelle moyenne est de 10,8 °C, avec une amplitude thermique annuelle de 17,5 °C. Le cumul annuel moyen de précipitations est de 1 182 mm, avec 13,5 jours de précipitations en janvier et 9,5 jours en juillet. Pour la période 1991-2020, la température moyenne annuelle observée sur la station météorologique de Météo-France la plus proche, « Besançon », sur la commune de Besançon à 6 km à vol d'oiseau, est de 11,4 °C et le cumul annuel moyen de précipitations est de 1 157,0 mm. 
La température maximale relevée sur cette station est de 40,3 °C, atteinte le 28 juillet 1921 ; la température minimale est de −20,7 °C, atteinte le 9 janvier 1985,,.
Les paramètres climatiques de la commune ont été estimés pour le milieu du siècle (2041-2070) selon différents scénarios d'émission de gaz à effet de serre à partir des nouvelles projections climatiques de référence DRIAS-2020. Ils sont consultables sur un site dédié publié par Météo-France en novembre 2022.

## Urbanisme

### Typologie
Au 1er janvier 2024, Avanne-Aveney est catégorisée ceinture urbaine, selon la nouvelle grille communale de densité à 7 niveaux définie par l'Insee en 2022.
Elle appartient à l'unité urbaine de Besançon, une agglomération intra-départementale dont elle est une commune de la banlieue,. Par ailleurs la commune fait partie de l'aire d'attraction de Besançon, dont elle est une commune de la couronne,. Cette aire, qui regroupe 310 communes, est catégorisée dans les aires de 200 000 à moins de 700 000 habitants,.

### Occupation des sols
L'occupation des sols de la commune, telle qu'elle ressort de la base de données européenne d’occupation biophysique des sols Corine Land Cover (CLC), est marquée par l'importance des forêts et milieux semi-naturels (56 % en 2018), une proportion sensiblement équivalente à celle de 1990 (56,3 %). La répartition détaillée en 2018 est la suivante : forêts (52,4 %), zones urbanisées (15,9 %), zones agricoles hétérogènes (9,3 %), prairies (7,9 %), eaux continentales (7,5 %), milieux à végétation arbustive et/ou herbacée (3,6 %), terres arables (3,4 %). L'évolution de l’occupation des sols de la commune et de ses infrastructures peut être observée sur les différentes représentations cartographiques du territoire : la carte de Cassini (XVIIIe siècle), la carte d'état-major (1820-1866) et les cartes ou photos aériennes de l'IGN pour la période actuelle (1950 à aujourd'hui).

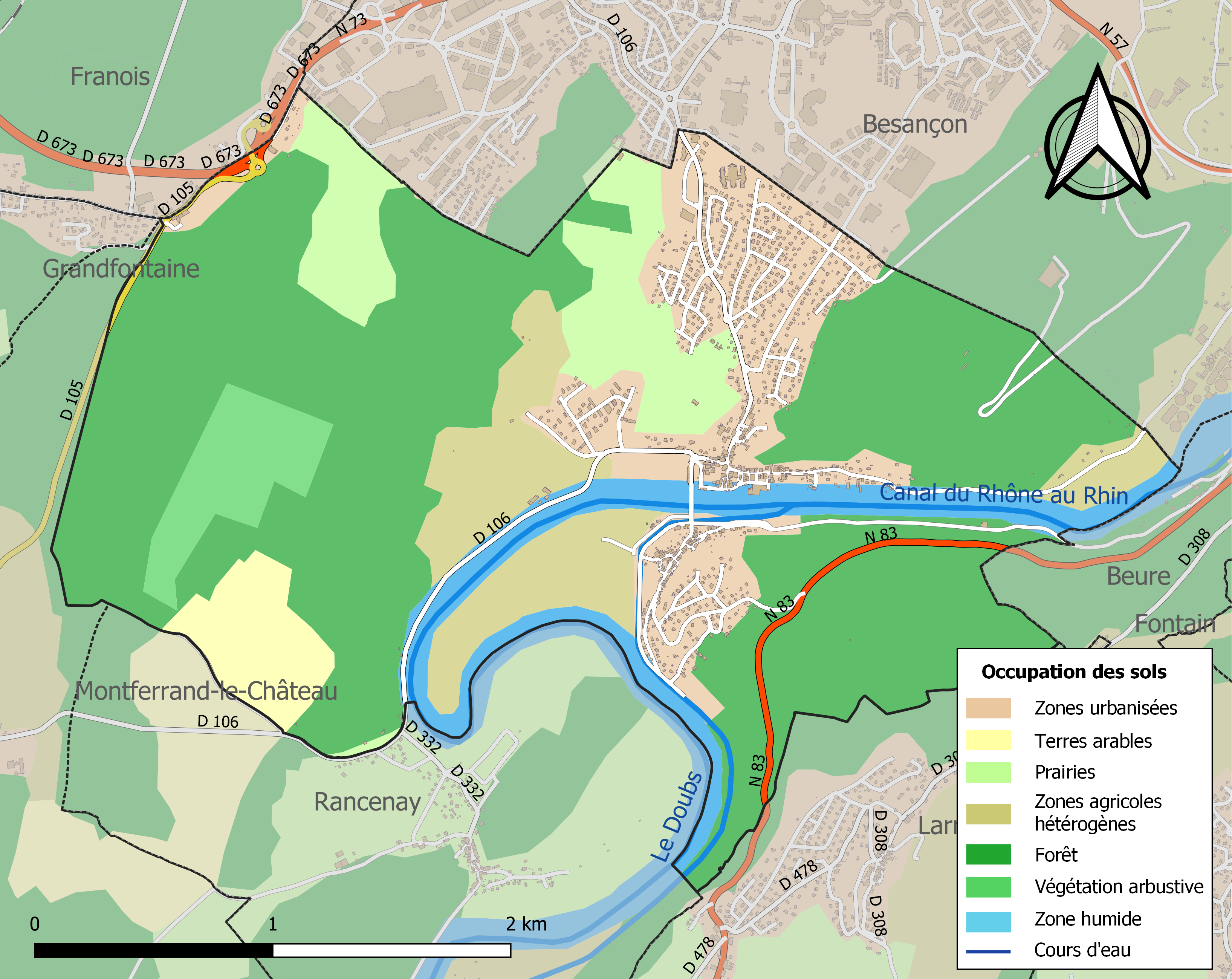
Carte des infrastructures et de l'occupation des sols de la commune en 2018 (CLC).

### Voies de communication et transports
La commune est desservie par les lignes  22  52  du réseau de transport en commun Ginko.

## Toponymie
Deux propositions existent pour l'origine du nom de la commune. Selon certains linguistes Avanne tirerait son nom du latin avena (avoine et par extension terre maigre). Pour d'autres, le nom serait d'origine gauloise abona (la rivière).

## Histoire

### Antiquité
L'occupation du site à l'époque gallo-romaine est attestée par la découverte de vestiges de construction au nord de la commune, rue des Combots, lors de la réalisation du lotissement des Grands Prés dans les années soixante-dix. Malheureusement non signalés à l'époque, ces vestiges n'ont pas été étudiés mais d'après les descriptions faites, un hypocauste pouvant témoigner de l'installation d'une villa romaine, a été repéré rue des Blotets.

### Époque ancienne
Blasonnement : d'or à trois quintefeuilles de gueules. Symbolique de la composition : cet écu rappelle les armoiries de Jean d'Avanne. Les cinq tours du cimier symbolisent le château d'Avanne, détruit vraisemblablement lors de la conquête de la Franche-Comté par le roi Louis XI de France.
Attestée dès 1092, la seigneurie d'Avanne dépend à l'origine des sires de Montfaucon (Doubs) et des comtes de Bourgogne. Au XIIe siècle, les sires de Faucogney sont titulaires des droits qu'ils cèdent en 1280 au comte de Bourgogne. La seigneurie repasse ensuite au XIVe siècle dans la mouvance des sires de Faucogney, puis du duc d'Aumont du XVe siècle à 1723. Elle est alors détenue par la famille Pourcheresse de Fraisans.

### Seconde guerre mondiale
C'est par le pont d'Avanne que les troupes motorisées allemandes sont passées, en juin 1940, pour atteindre la rive gauche du Doubs, et gagner Quingey, Beure, Fontain et Besançon. Le 4 septembre 1944, venant de Larnod, la 3e division d’infanterie américaine du VIe corps d’armée franchit le pont "libérateur" pour atteindre Besançon.
Onze jours auparavant, le 24 août, 2 sections de résistants de Ronchaux avaient reçu l’ordre de tendre une embuscade aux colonnes allemandes empruntant la montée du comice. Le 26 août au matin, elles sont en position et mitraillent un convoi de 120 militaires allemands dans 4 camions. Il y aura 75 morts chez l'ennemi contre 1 chez les maquisards. Un monument FFI marque l'emplacement des combats.

### Généalogie de la maison d'Avanne
Le château d'Avanne, qui était situé à l'extrémité du territoire de Besançon, était possédé par les seigneurs de ce nom. Il semble que cette maison est ensuite passée dans celle de Faucogney : en effet Gislebert de Faucogney, seigneur d'Avanne, donnait, vers 1180, un terrain propre à planter une vigne ainsi que l'usage de ses forêts à l'abbaye Notre-Dame de Billon. Ce don devait être confirmé par Aymé de Faucogney. Déjà, en 1092, Guy d'Avanne apposait son nom sur la donation faite par l'archevêque Hugues III à l'église Sainte-Madeleine de Besançon. Hugues d'Avanne était cité dans un titre de Billon en 1163. Renaud d'Avanne, chanoine de Sainte-Madeleine, donnait en 1189 à son église la troisième partie du moulin d'Avanne. Thibaud d'Avanne, chanoine et chantre de la même église, cédait en 1246 à son chapitre la part qu'il avait dans son four, nommé four du Séet, situé à Charmont.
Hugues d'Avanne, chevalier, donnait à l'abbaye Saint-Paul de Besançon un meix (habitation d'un cultivateur, jointe à autant de terre qu'il en faut pour l’occuper et le nourrir) situé au village d'Estu ainsi qu'un pré vers Cussey. Il était père de Jean et d'Étienne, cités dans le testament de leur oncle Thibaud. Jean d'Avanne, chevalier, approuvait en 1246 la donation du four de Charmont faite au chapitre Sainte-Madeleine par son frère. Son fils, Pierre, damoiseau, avait épousé Oudette, fille de Raoul de Saint-Seigne, chevalier. En 1287 Aymé d'Avanne, fils de Thibaud d'Avanne, damoiseau, consentait à vendre une vigne faite par Lambert d'Avanne à Étiennette de Dessus le Pont, citoyenne de Besançon.
Pierre d'Avanne, il a pour fils Pierre qui suit.
Pierre d'Avanne, il épousait Odette de Saint-Seigne de qui il a Thierry qui suit.
Thierry d'Avanne, écuyer, seigneur de Chargey et de Franois. Il aliénait, en 1366 à Hugues d'Aigremont, chanoine et sous-chantre de l'église de Besançon, la quatrième partie des dîmes de Franois.
Mariage et succession :
il épousait Isabelle de Cordiron, de qui il a Renaud qui suit.
Renaud d'Avanne, chevalier, sire de Franois et seigneur de Chargey. Il testait le 31 juillet 1431 et choisissait sa sépulture dans l'église de Villers.
Mariage et succession :
il avait épousé Marguerite de Vezet de qui il a :
- Thibaud qui suit,
- Alix, mariée en premières noces à N... de Germigney, écuyer, et en secondes noces à Huguenin de Marey, écuyer, seigneur de Champvans.

Thibaud d'Avanne, écuyer, seigneur de Franois, Chargey, Purgerot et Villers.
Mariage et succession :
il épousait Jeanne du Four de qui il a Guillaume qui suit.
Guillaume d'Avanne, ( - 1484), écuyer, seigneur de Franois, Chargey, Purgerot et Villers.
Mariage et succession :
il avait épousé Huguette de Lambrey de qui il a Guillaume II qui suit.
Guillaume II d'Avanne, écuyer, seigneur de Franois, Chargey, Purgerot et Villers. Il a Françoise qui suit.
Françoise d'Avanne, épouse de Louis de Grussy, écuyer. Il reprenait le fief d'Avanne en 1532 envers le comte de Bourgogne.

### Fusion des communes
L'actuelle commune d'Avanne-Aveney résulte de la fusion des communes d'Avanne et d'Aveney, d'abord sous forme d'une fusion-association en 1973, puis d'une fusion simple en 2004.
Les vignes ont longtemps constitué une des principales ressources d'Avanne, surtout jusqu'au XVIIIe siècle. De ce passé, il subsiste de nombreuses traces, les anciennes maisons étant dotées de caves voûtées. Un bac sur le Doubs a longtemps relié les deux villages ; il fut remplacé par le pont métallique actuel en 1893.

## Héraldique
| Blason de Avanne-Aveney | Blason  | D'or à trois quintefeuilles de gueules.          |
| Blason de Avanne-Aveney | Détails | Le statut officiel du blason reste à déterminer. |

## Galerie

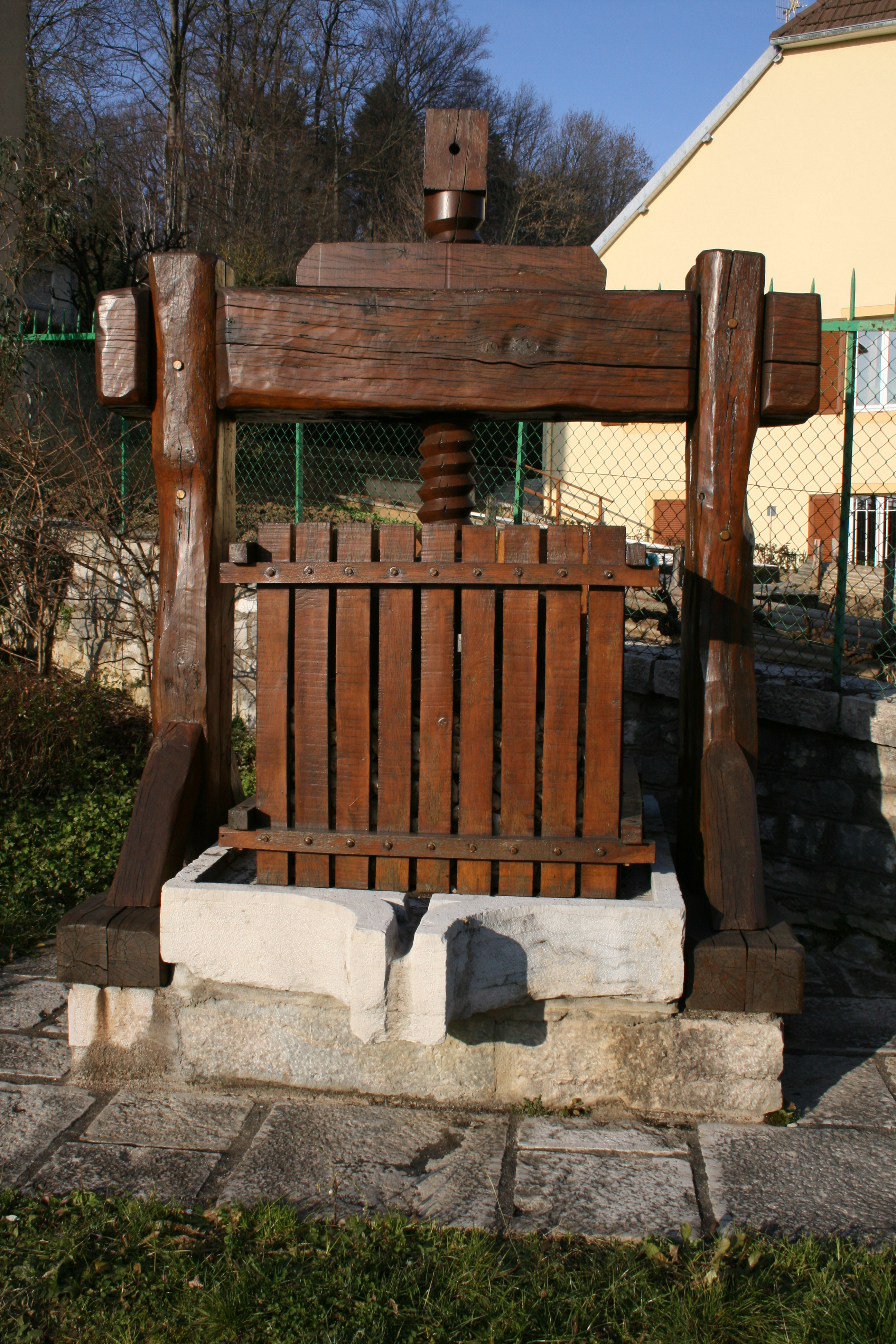
Ancien pressoir.
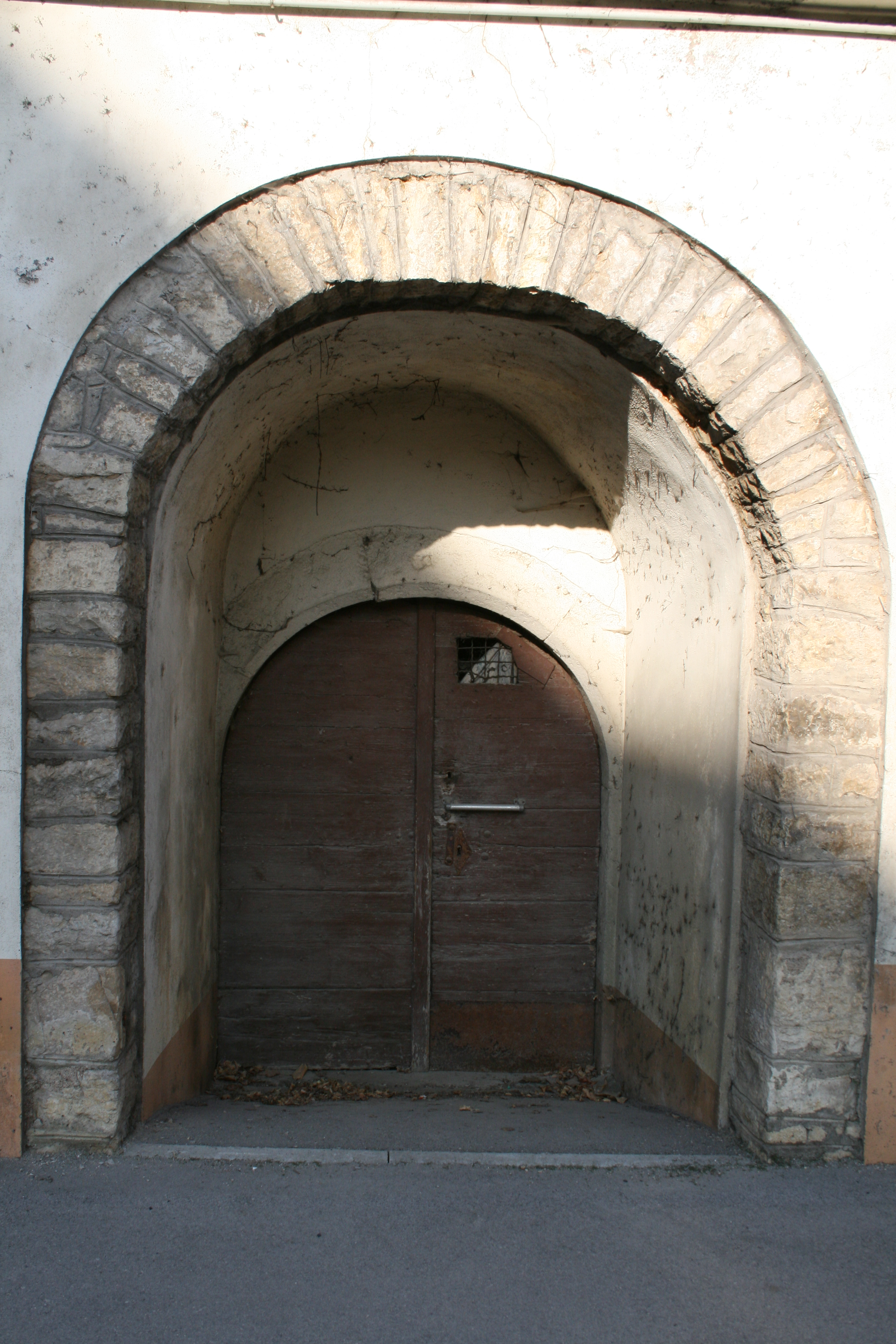
Ancienne porte de cave.
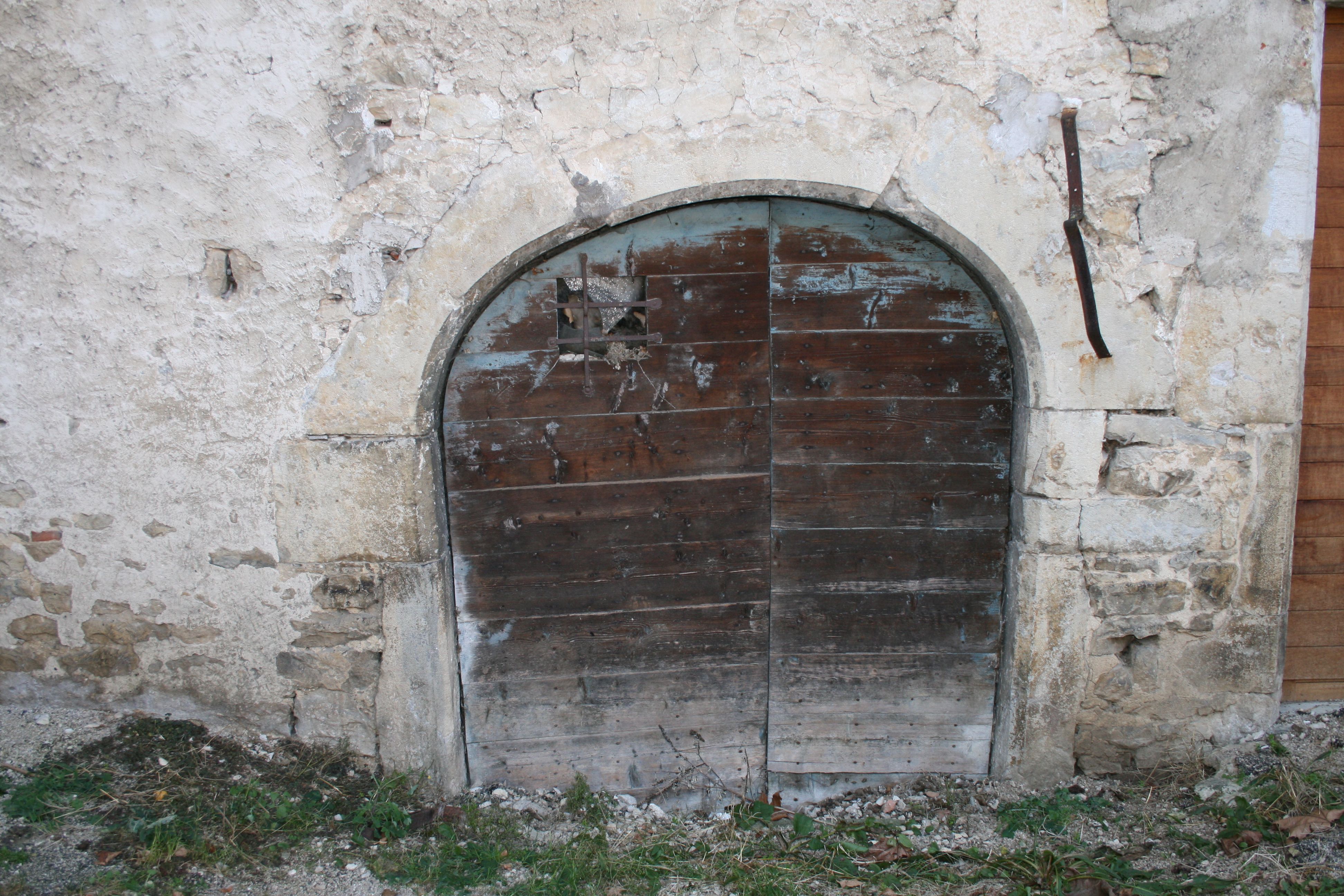
Ancienne porte de cave.
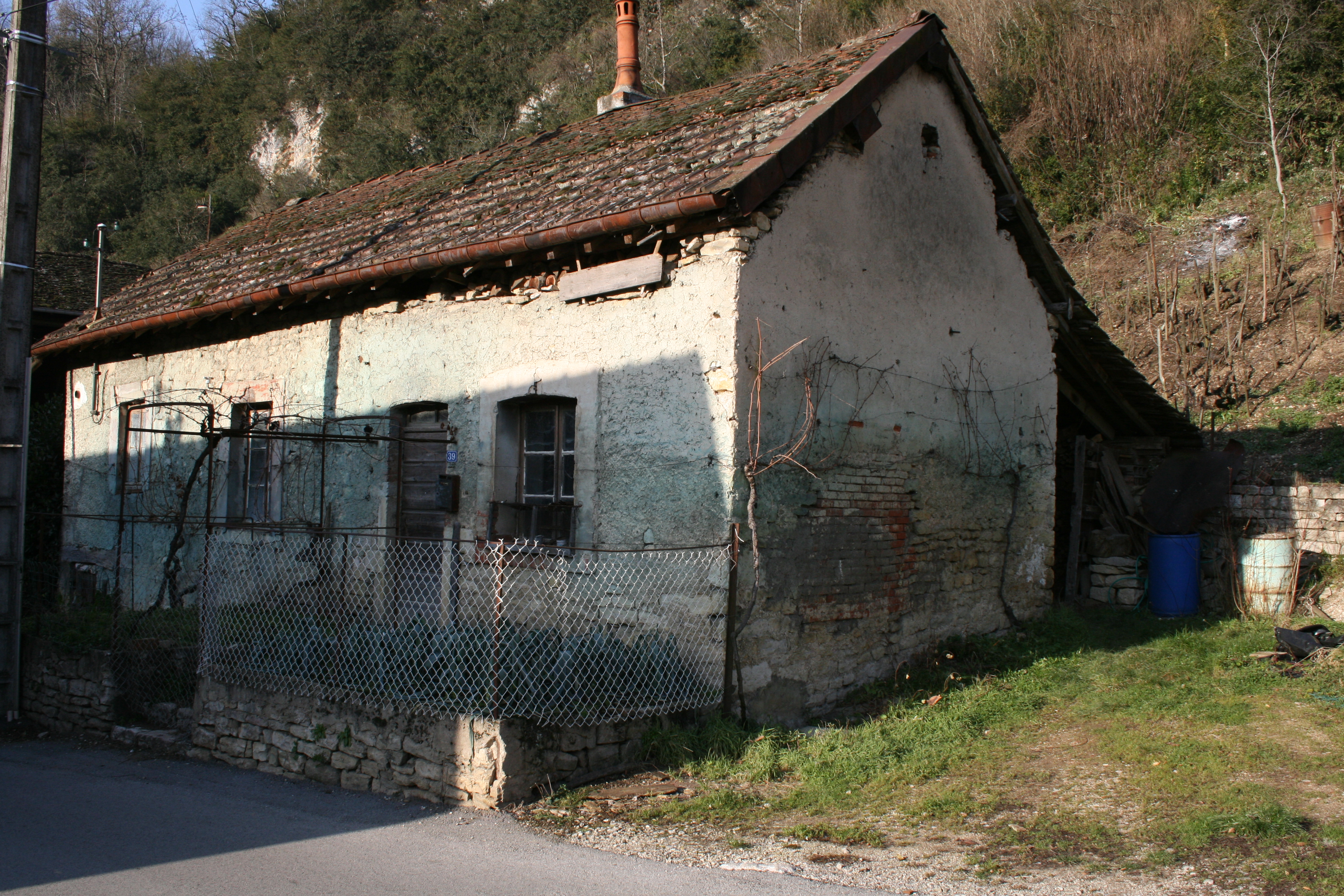
Ancienne maison de vigneron.
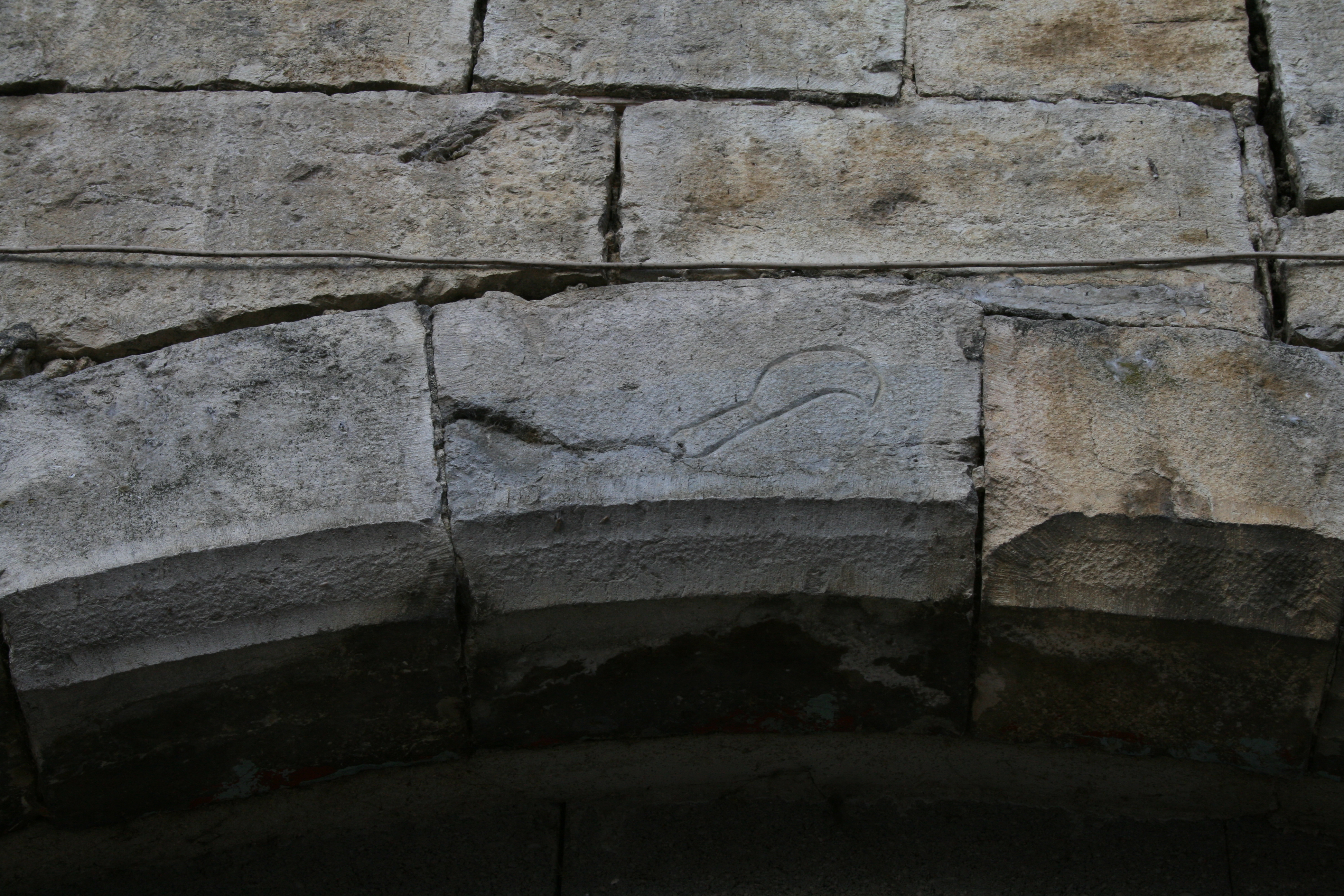
Serpe gravée sur un linteau.

## Politique et administration

### Liste des maires
((†) décès en cours de mandat)

#### Avant la fusion des 2 communes

##### Commune d'Aveney
| Période                                  | Période         | Identité               | Étiquette | Qualité |
| ---------------------------------------- | --------------- | ---------------------- | --------- | ------- |
|                                          | mai 1904        | Virgile Bart           |           |         |
| mai 1904                                 | juillet 1911    | Léon Niess             |           |         |
| juillet 1911                             | mai 1912        | Edouard Grappey        |           |         |
| mai 1912                                 | juin 1912       | Virgile Bart           |           |         |
| juin 1912                                | décembre 1919   | Jean-Baptiste Vauthier |           |         |
| décembre 1919                            | octobre 1921    | Paul Chevry            |           |         |
| octobre 1921                             | février 1925    | Charles Guy            |           |         |
| 1er février 1925                         | 22 février 1925 | Paul Chevry            |           |         |
| 22 février 1925                          | mai 1925        | Arthur Hugues          |           |         |
| mai 1925                                 | janvier 1928    | Louis Vauthier         |           |         |
| janvier 1928                             | avril 1931      | Paul Chevry            |           |         |
| octobre 1931                             | octobre 1943    | Victor Paillard        |           |         |
| octobre 1943                             | mai 1953        | Fernand Lanfrey        |           |         |
| mai 1953                                 | mars 1968       | Henri Marchal (†)      |           |         |
| mars 1968                                | mai 1973        | Georges Marguier       |           |         |
| mai 1973                                 |                 | Fusion association     |           |         |
| Les données manquantes sont à compléter. |                 |                        |           |         |

##### Commune d'Avanne
| Période                                  | Période      | Identité                                                        | Étiquette | Qualité |
| ---------------------------------------- | ------------ | --------------------------------------------------------------- | --------- | ------- |
| décembre 1894                            | janvier 1941 | Léon Dony (†)                                                   |           | [ 18 ]  |
| janvier 1941                             | mai 1942     | Hilaire Hansmannel (†) ( 1er adjoint faisant fonction de maire) |           |         |
| mai 1942                                 | mai 1945     | Paul Byot (délégué par la préfecture)                           |           |         |
| mai 1945                                 | août 1953    | Henri Maître                                                    |           |         |
| août 1953                                | mars 1956    | Jean Bichet                                                     |           |         |
| mars 1956                                | mars 1965    | Marcel Dufay                                                    |           |         |
| mars 1965                                | mai 1973     | Ivan de Maistre                                                 |           |         |
| mai 1973                                 |              | Fusion association                                              |           |         |
| Les données manquantes sont à compléter. |              |                                                                 |           |         |

#### Après la fusion des 2 communes

##### Commune associée d'Aveney
| Période                                  | Période    | Identité             | Étiquette | Qualité |
| ---------------------------------------- | ---------- | -------------------- | --------- | ------- |
| mai 1973                                 | août 1982  | Georges Marguier (†) |           |         |
| août 1982                                | mars 1997  | Denis Gaihier        |           |         |
| mars 1997                                | avril 2004 | Jean Lachat (†)      |           |         |
| mai 2004                                 |            | Fusion définitive    |           |         |
| Les données manquantes sont à compléter. |            |                      |           |         |

##### Commune d'Avanne-Aveney
| Période                                  | Période    | Identité              | Étiquette | Qualité                    |
| ---------------------------------------- | ---------- | --------------------- | --------- | -------------------------- |
| mai 1973                                 | avril 1977 | Ivan de Maistre       |           |                            |
| avril 1977                               | juin 1995  | Yves Frechin          |           |                            |
| juin 1995                                | mars 1997  | Gerard Tattu          |           |                            |
| mars 1997                                | mars 2014  | Jean-Pierre Taillard  |           |                            |
| mars 2014                                | juin 2020  | Alain Paris           | SE        | Retraité Fonction publique |
| juin 2020                                | En cours   | Marie-Jeanne Bernabeu |           |                            |
| Les données manquantes sont à compléter. |            |                       |           |                            |

## Démographie
Les habitants sont nommés les Avannais.
L'évolution du nombre d'habitants est connue à travers les recensements de la population effectués dans la commune depuis 1793. Pour les communes de moins de 10 000 habitants, une enquête de recensement portant sur toute la population est réalisée tous les cinq ans, les populations de référence des années intermédiaires étant quant à elles estimées par interpolation ou extrapolation. Pour la commune, le premier recensement exhaustif entrant dans le cadre du nouveau dispositif a été réalisé en 2006.

En 2022, la commune comptait 2 237 habitants, en évolution de −1,06 % par rapport à 2016 (Doubs : +1,88 %, France hors Mayotte : +2,11 %).
| 1793 | 1800 | 1806 | 1821 | 1831 | 1836 | 1841 | 1846 | 1851 |
| ---- | ---- | ---- | ---- | ---- | ---- | ---- | ---- | ---- |
| 442  | 446  | 520  | 462  | 617  | 634  | 635  | 611  | 572  |

| 1856 | 1861 | 1866 | 1872 | 1876 | 1881 | 1886 | 1891 | 1896 |
| ---- | ---- | ---- | ---- | ---- | ---- | ---- | ---- | ---- |
| 566  | 525  | 557  | 507  | 491  | 476  | 485  | 421  | 419  |

| 1901 | 1906 | 1911 | 1921 | 1926 | 1931 | 1936 | 1946 | 1954 |
| ---- | ---- | ---- | ---- | ---- | ---- | ---- | ---- | ---- |
| 411  | 412  | 404  | 315  | 303  | 339  | 333  | 382  | 384  |

| 1962 | 1968 | 1975  | 1982  | 1990  | 1999  | 2006  | 2011  | 2016  |
| ---- | ---- | ----- | ----- | ----- | ----- | ----- | ----- | ----- |
| 405  | 520  | 1 374 | 1 826 | 1 870 | 1 903 | 2 307 | 2 323 | 2 261 |

| 2021  | 2022  | - | - | - | - | - | - | - |
| ----- | ----- | - | - | - | - | - | - | - |
| 2 235 | 2 237 | - | - | - | - | - | - | - |

## Culture locale et patrimoine

### Lieux et monuments
- L'église Saint-Vincent d'Avanne, datée de 1838, est inscrite à l'Inventaire supplémentaire des monuments historiques depuis 1998. Elle est l'œuvre de l'architecte Pierre Marnotte. Cet édifice était une réalisation commune des deux villages non fusionnés à l'époque.Elle est désormais en rénovation pour un cout total de 400 000 euros[26].
- Le château d'Avanne : son histoire est étroitement liée à celle des sires et seigneurs de Montferrand (maison de Montferrand) du XIIIe siècle au XVe siècle et affiliée à celle du comté de Bourgogne. Il fait alors partie d'un ensemble de fortifications leur appartenant, comprenant celles de Montferrand-le-Château, Thoraise, Torpes, Corcondray, Fourg. Il est édifié en 1280 sur le haut de la falaise qui domine la Grande Rue. Il a été probablement détruit par les armées de Louis XI lorsqu'elles conquirent le comté après la mort de Charles le Téméraire en 1477. La dernière tour s'est écroulé en 1816. De l'existence de ce château, il ne reste que quelques marches d'escalier, un pan de mur et des soubassements.
- Le fort de Planoise : la colline de Planoise est partagée entre Besançon et Avanne-Aveney ; il en est de même pour le fort à enveloppe de la fin du XIXe siècle : si le réduit, le magasin à poudre et l'abri sous roc sont sur Besançon ainsi que les positions de batteries nord-est, la position centrale qui était équipée de mortiers lourds ainsi que les batteries sud-ouest sont sur Avanne, de même que la section médiane du chemin d'accès.
- La vallée du Doubs avec :
  - le pont construit en 1893 ; c'est un pont à l'origine destiné à équiper une ligne de chemin de fer sur un autre site et qui a été racheté d'occasion par les communes d'Avanne et d'Aveney pour remplacer le bac qui assurait la liaison entre les deux villages. C'est un des rares ponts qui n'a pas été détruit lors de la Seconde Guerre mondiale. Il a permis le passage des armées alliées en septembre 1944 et a été à ce titre surnommé « Le Libérateur ». Il a été entièrement rénové en 2000 et doublé par une passerelle pour les piétons.
  - le barrage en « V » associé à l'ancien moulin de la minoterie[27] (rive droite du Doubs) et à  l'écluse du canal (rive gauche).
  - le canal du Rhône au Rhin,
  - la véloroute EuroVelo 6.
- Le moulin de la Grâce-Dieu : en 1939, Lucien Mesny, propriétaire, depuis 1928, du moulin de La Grâce-Dieu[28] non loin de l'abbaye du même nom, acquiert le moulin d’Avanne[29], en rive dive droite du Doubs. En 1948, la vocation de l’entreprise se précise avec la production des farines spécifiques pour le bétail, proposées sous la marque « Aliments Grâce-Dieu ». Le site est rénové et modernisé à partir de 1955 et, en 1958, le  moulin de la Grâce-Dieu s'arrête définitivement ; toute la production étant transférée à Avanne, devenue une usine d'avant-garde portant également le nom de moulin de la Grâce-Dieu. Les produits de la société L. Mesny & Cie gardent également leur appellation d’origine. Entre 1960 et 1980, l'extension et la modernisation du site se poursuit : la demande est en augmentation constante, les produits Grâce-Dieu étant appréciés pour leur qualité. Dans les années 90, l'automatisation se confirme avec l'informatisation complète de tout le processus de fabrication. En 1997, la Société Mesny est reprise par le Groupe Guyormarc'h Nutrition Animale ; en 2001, elle devient « Grâce-Dieu S.F.N.A » groupe EVIALIS. En 2007, Chays frères rachète l'usine au groupe EVIALIS[30].

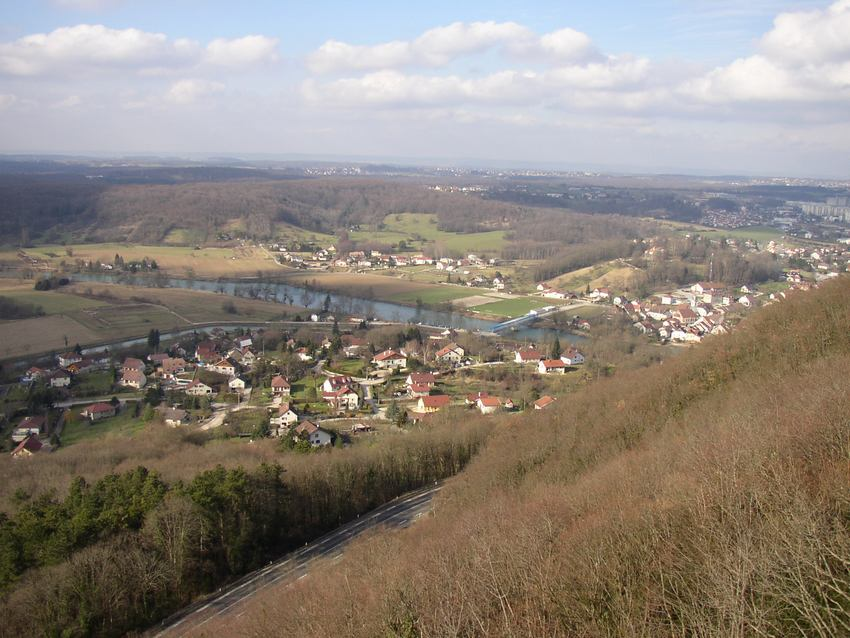
Vue sur les deux villages.
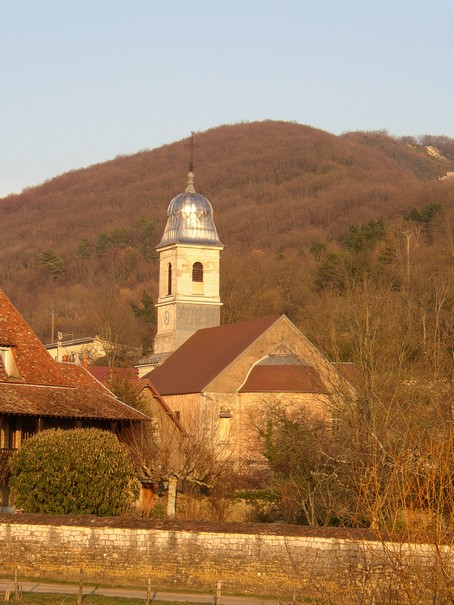
L'église vue du pont.
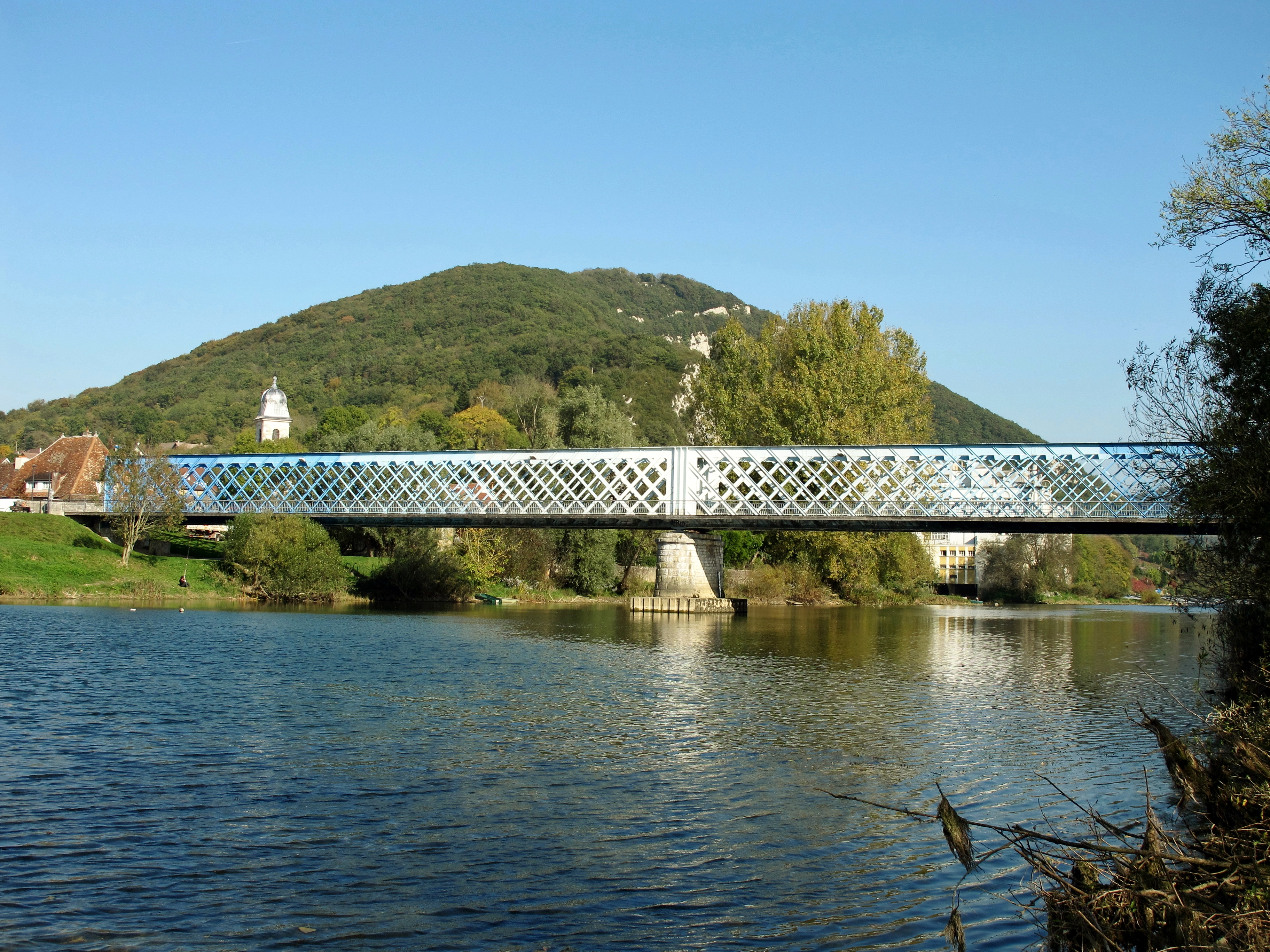
Le pont sur le Doubs.
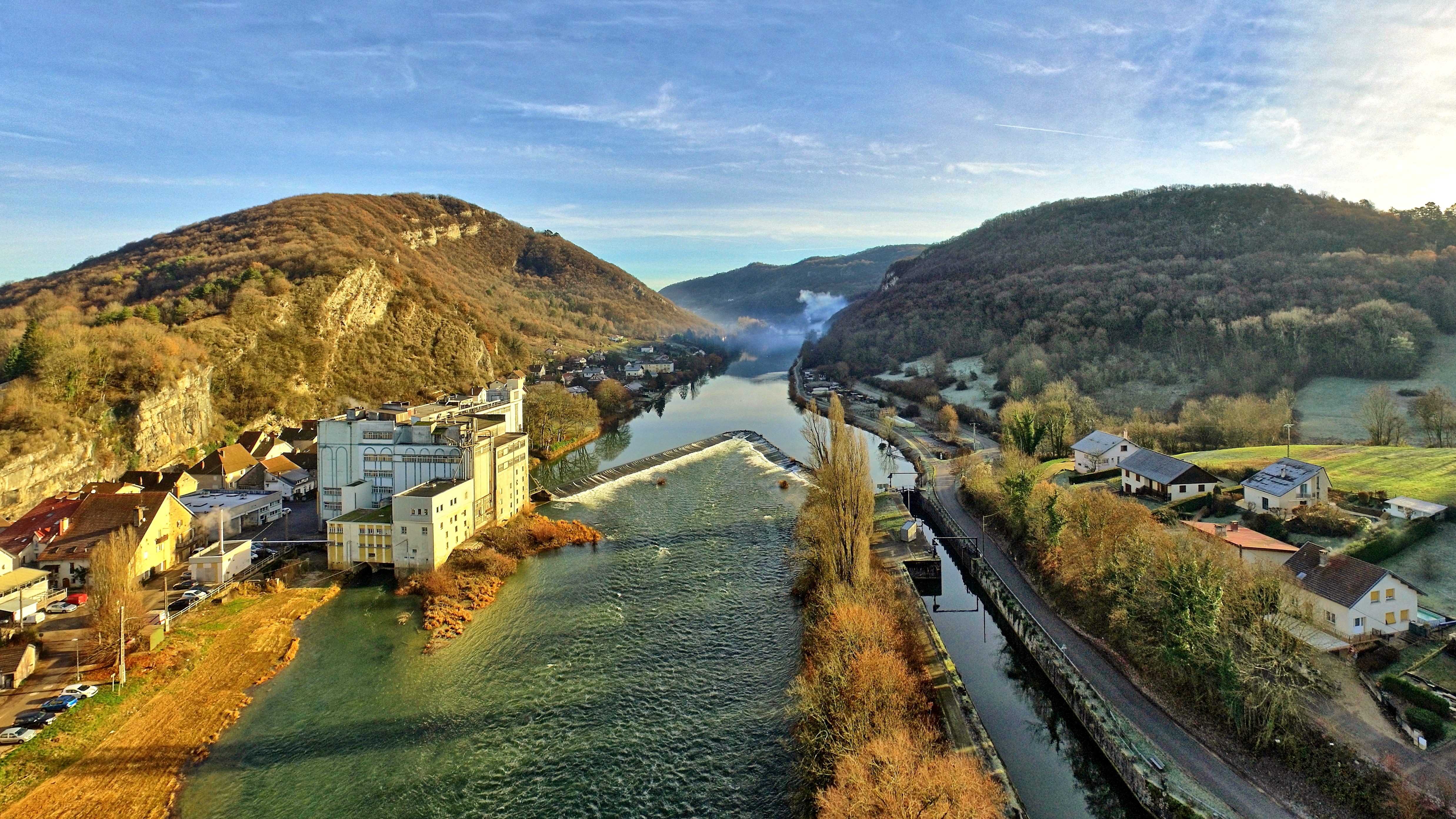
Le Doubs avec le barrage, le moulin et l'écluse.

- La résurgence de la Furieuse : La source de la Fontaine à École-Valentin, est une résurgence qui sort d'une grotte située en contrebas du bourg d'École. Elle alimente une fontaine-lavoir dont le déversoir, le ruisseau du Moulin, disparaît dans un entonnoir 1 km plus loin. Ce sont ces eaux  qui réapparaissent, 7 km plus au sud, près du moulin de la Grâce-Dieu, avant de rejoindre le Doubs après 110 m de parcours[31].
- Les belvédères du rocher de Valmy et de la roche trouée (dans le bois Martelin), offrent une vue magnifique sur la boucle du Doubs ainsi que sur les rives du Doubs sur plus de 6 kilomètres. Au rocher de Valmy est érigé un monument à la mémoire des martyrs des groupes de résistants « Guy Mocquet » et « Marius Vallet » fusillés à la citadelle de Besançon le 26 septembre 1943 ou morts en déportation.

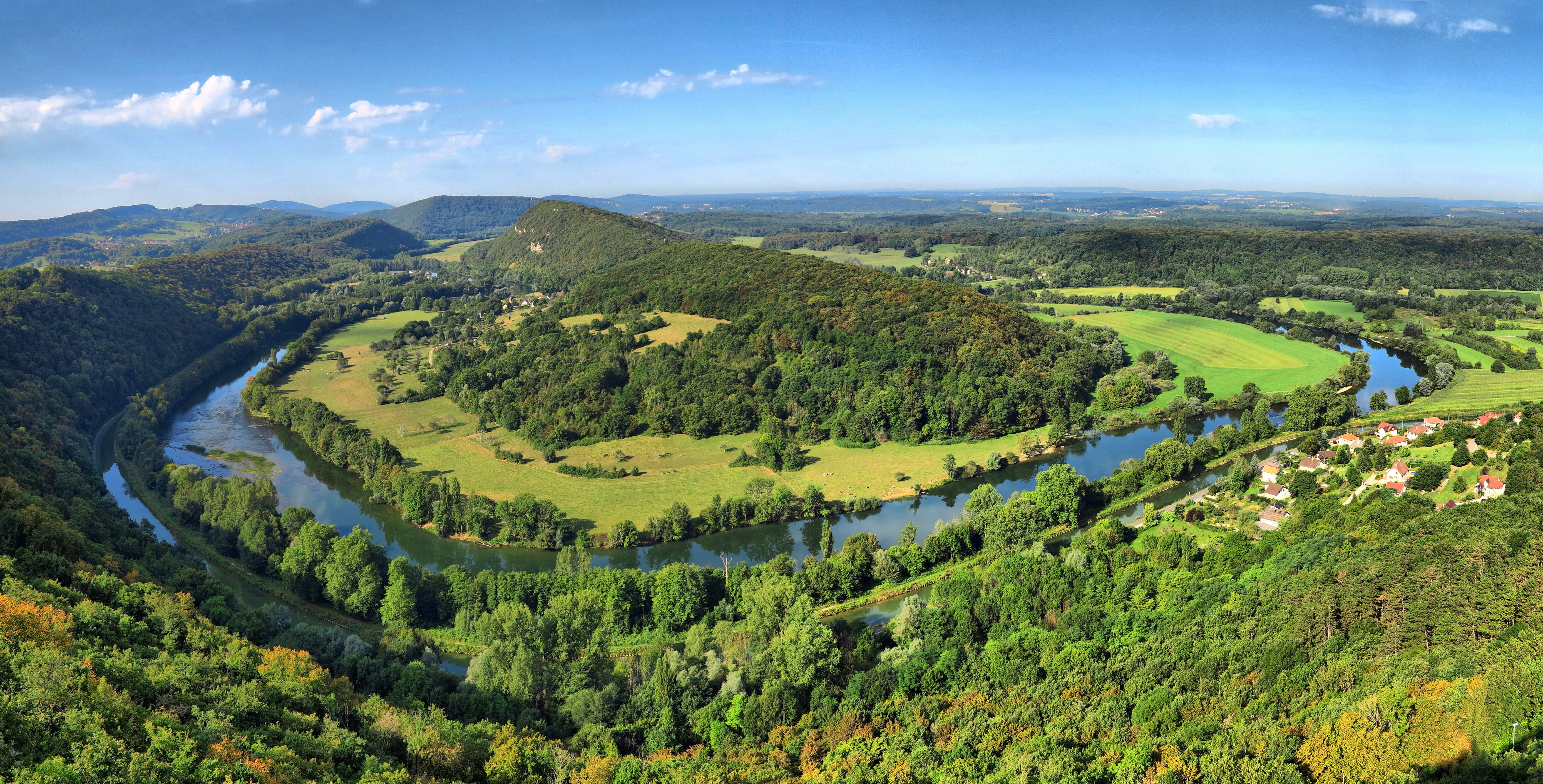
Panorama depuis le rocher de Valmy.
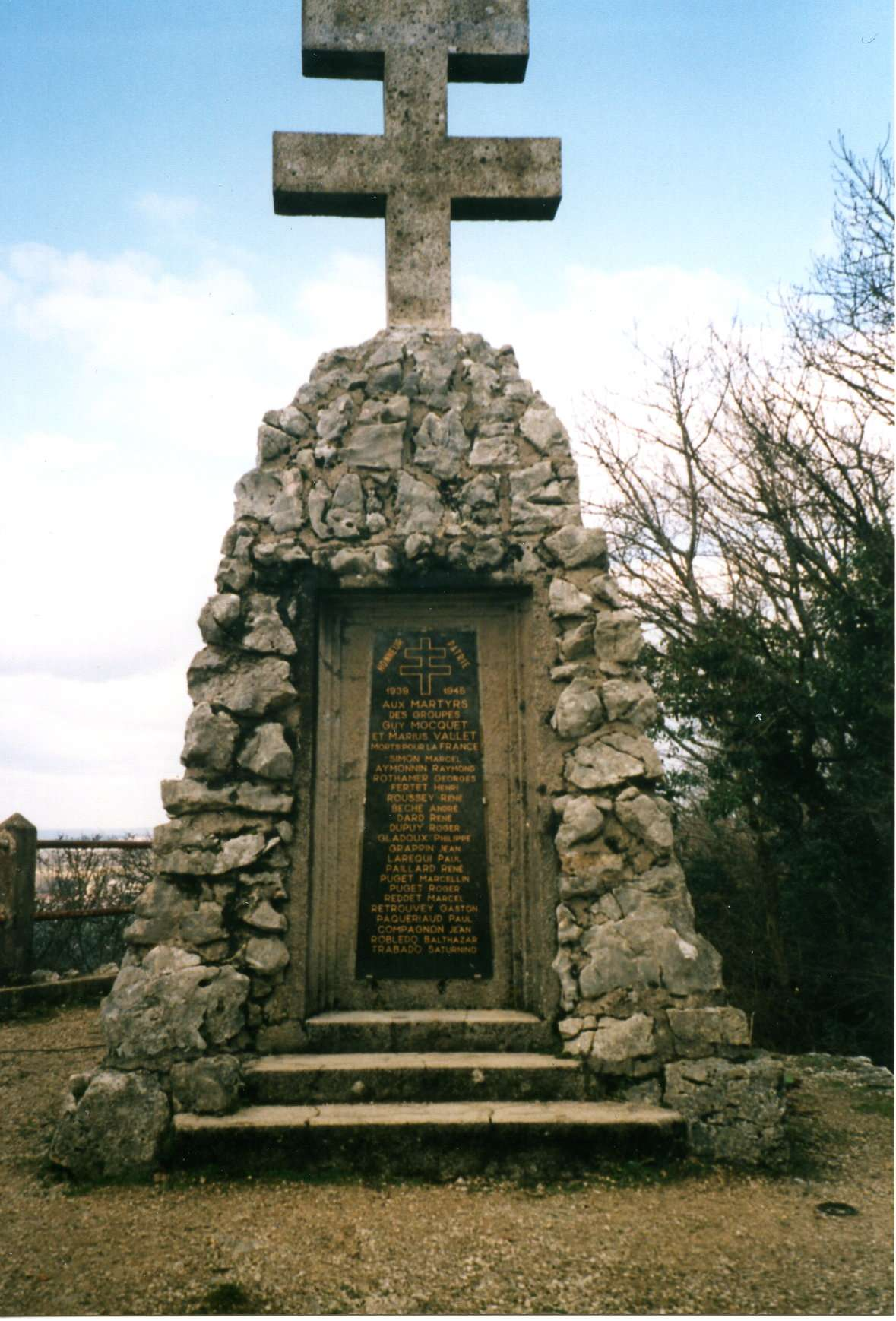
Monument du rocher de Valmy.
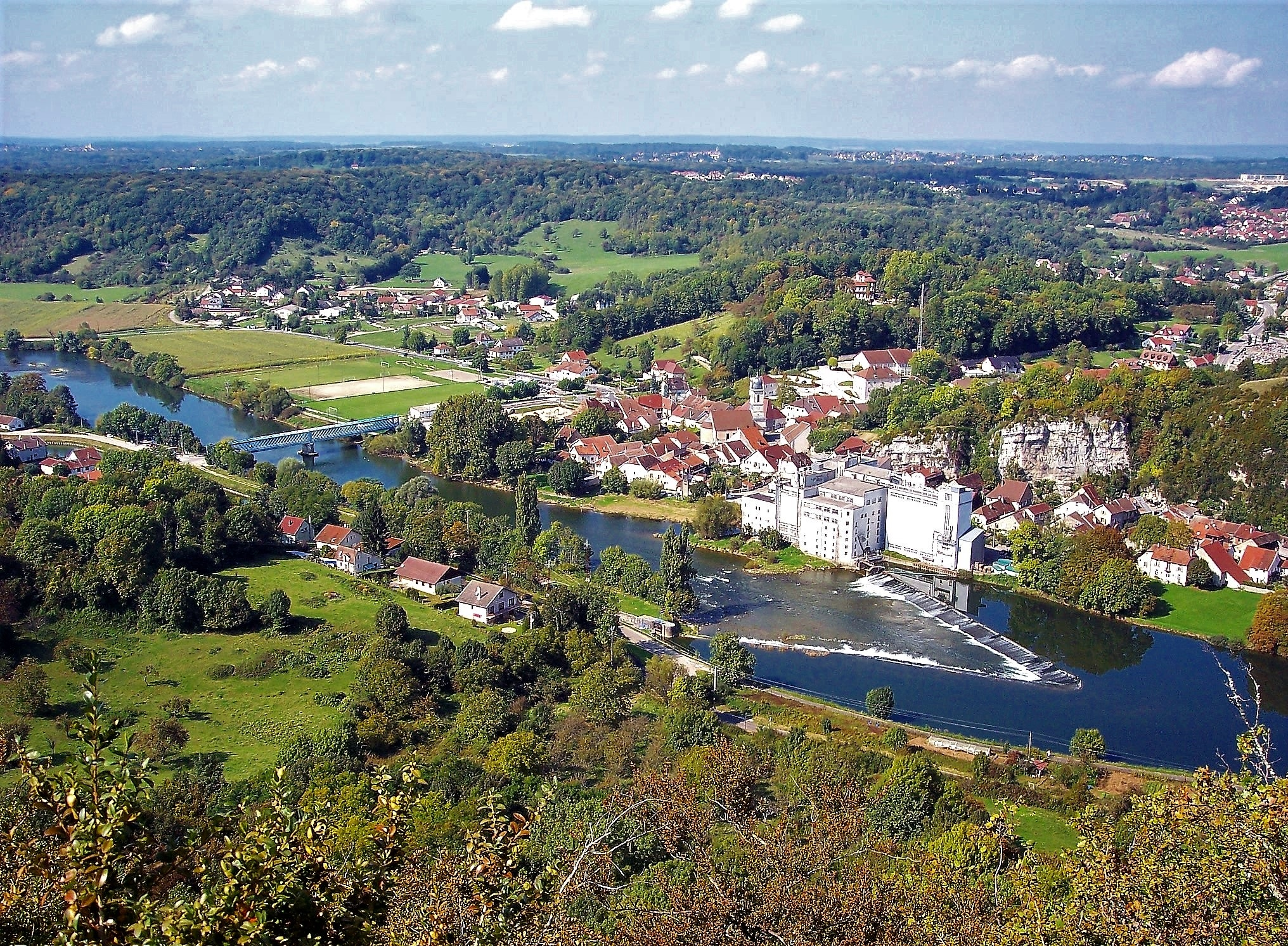
Panorama depuis la crête du bois Martelin.

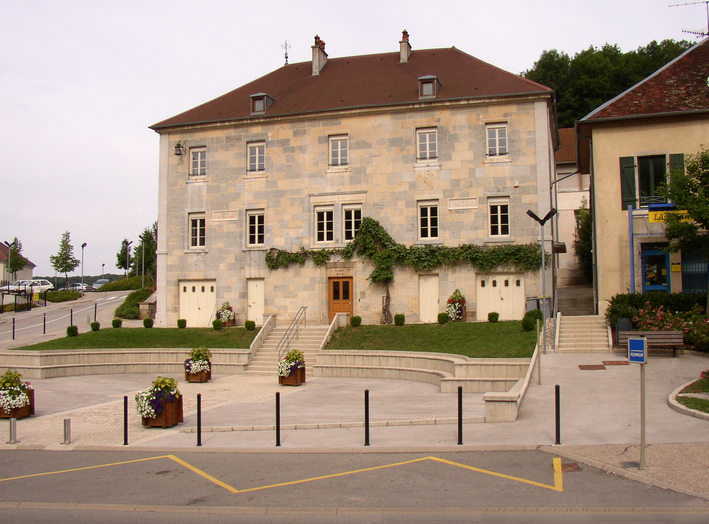
La mairie.
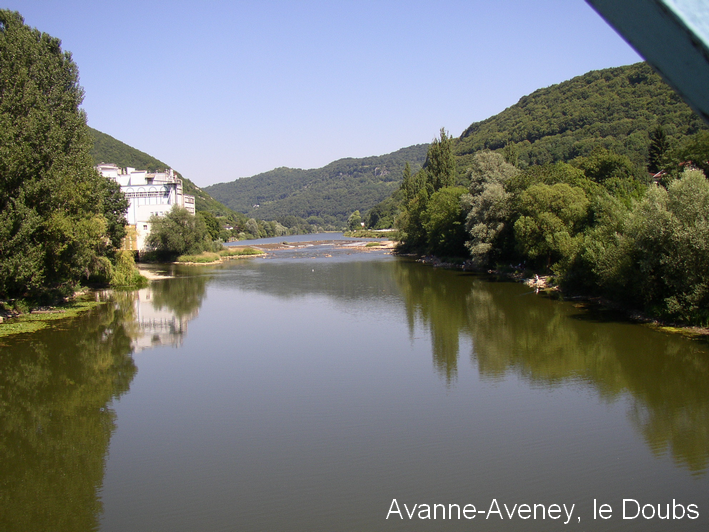
Vue du Doubs et du moulin.
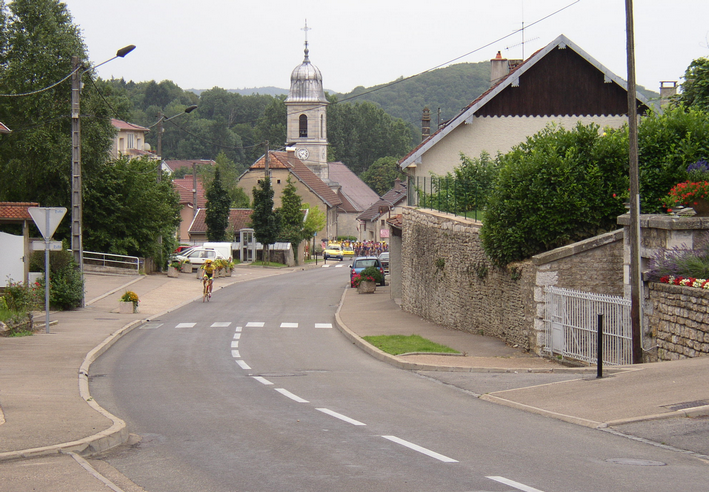
La rue de l'Église.
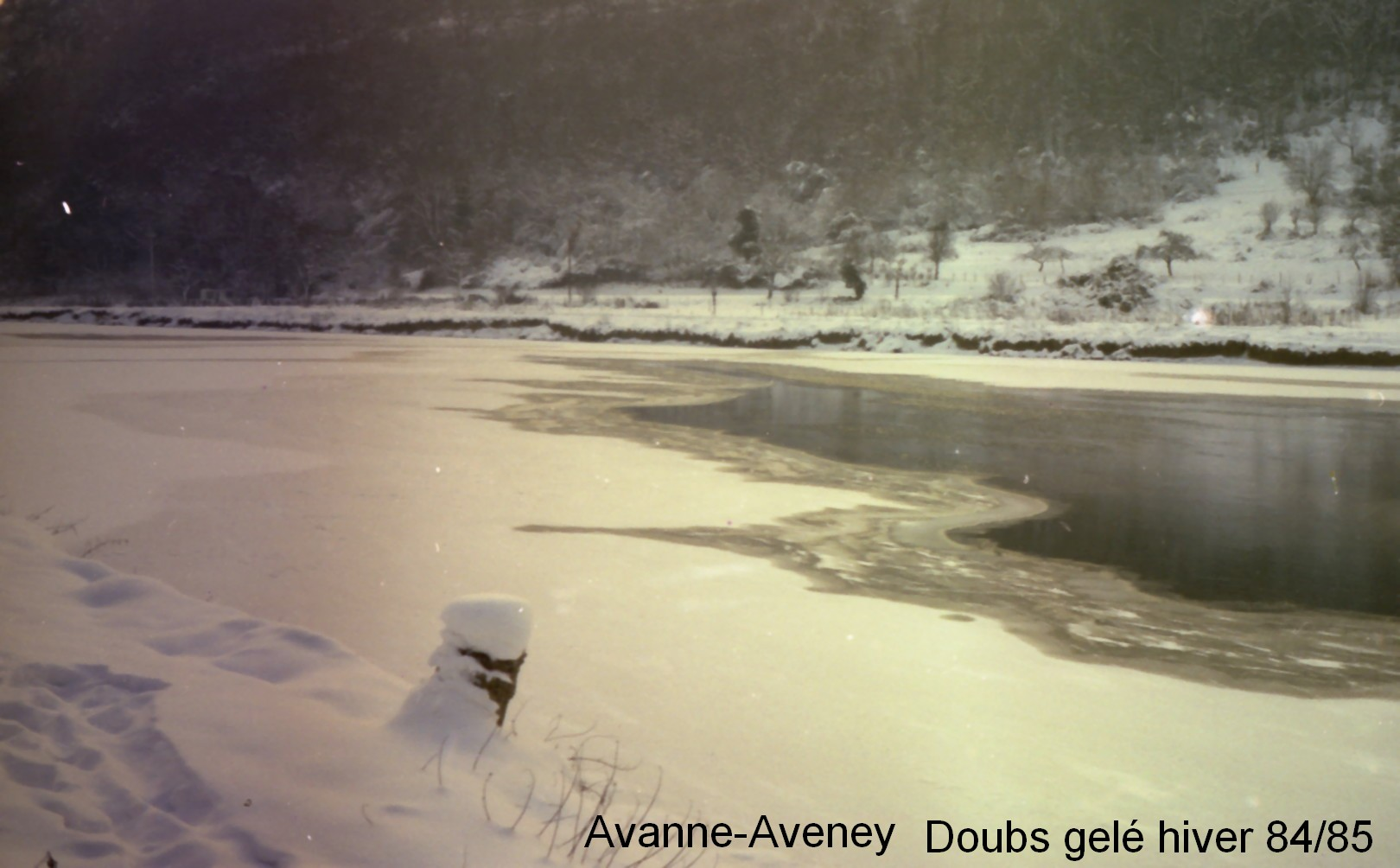
Le Doubs pris par le gel.
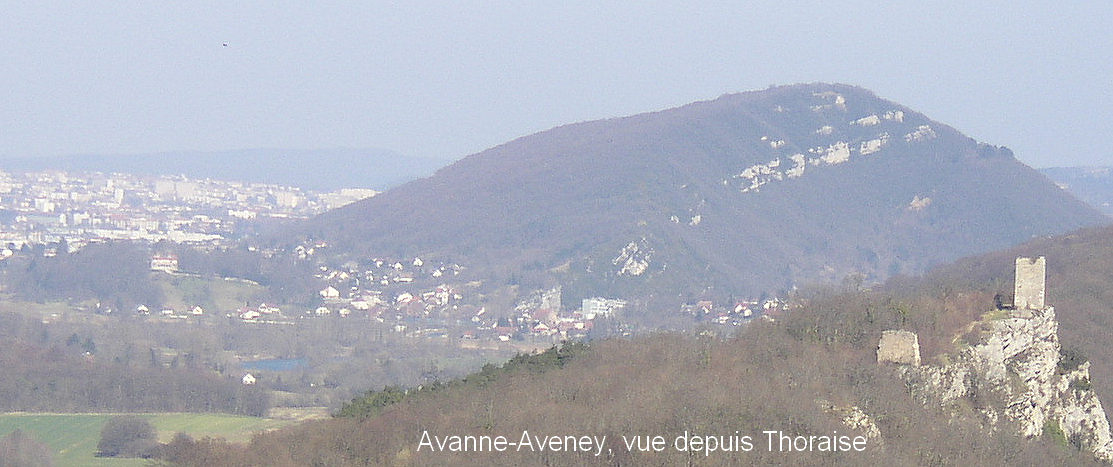
Vue du village depuis Thoraise.
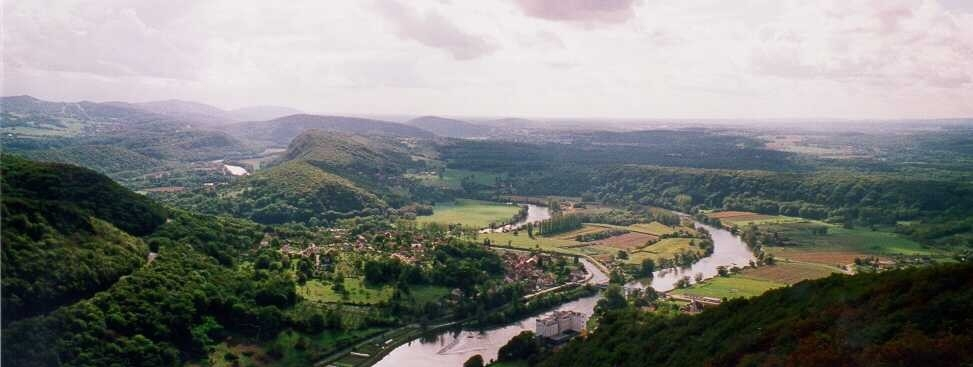
Vue du village depuis le fort de Planoise.
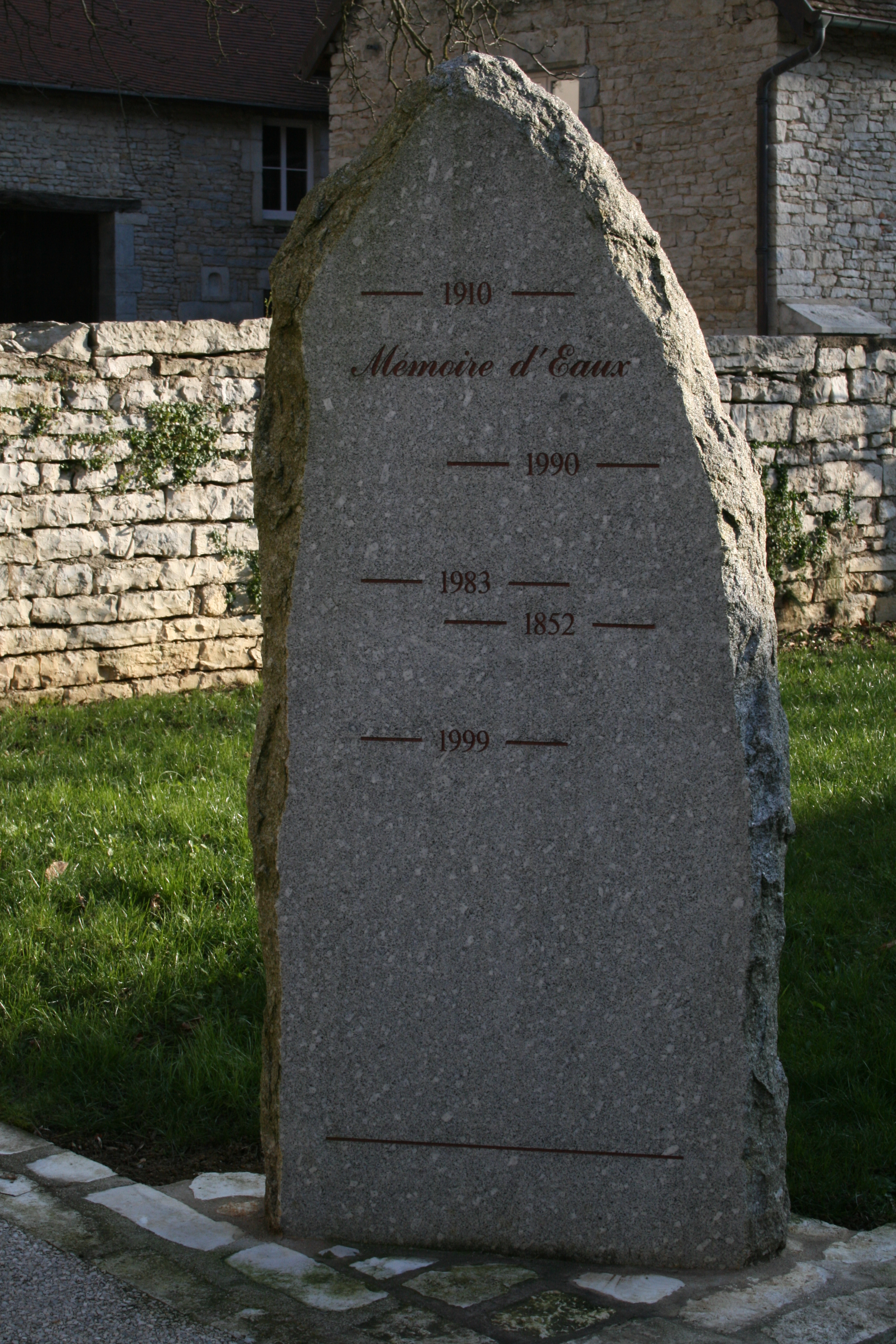
"Mémoire d'eaux" rappelant les 5 grandes crues du Doubs.
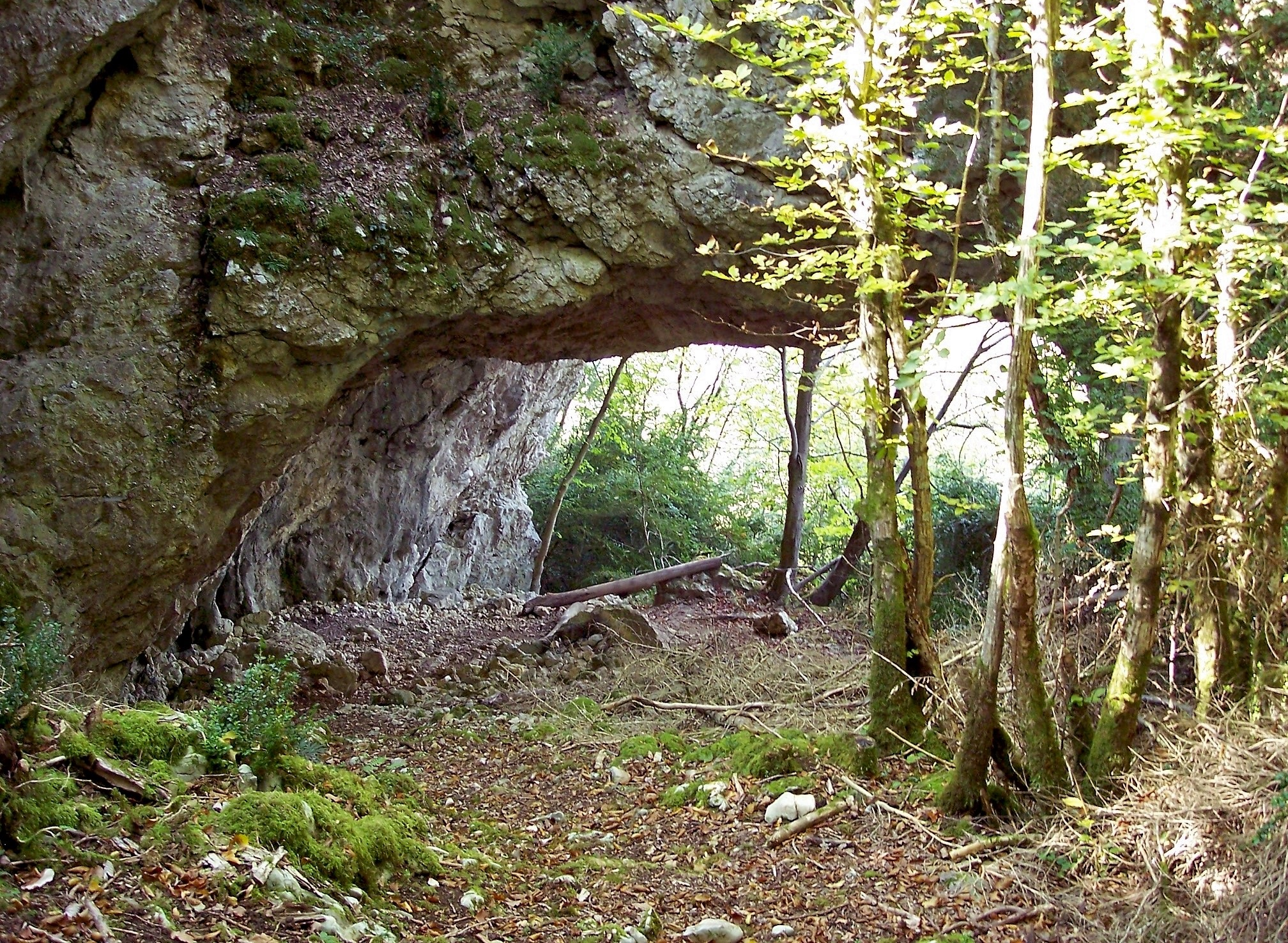
Roche percée, anciennement grotte Martelin.

### Label
La boucle du Doubs (méandre) est labellisée espace naturel sensible pour ses prairies de fauche et pâturages.

### Personnalités liées à la commune
- Léon Taverdet :  évêque de Langres de 1981 à 2000.
- René Paillard : résistant, membre du groupe Guy Mocquet, fusillé à la citadelle de Besançon le 26 septembre 1943.